# Università al-Azhar
L'Università al-Azhar (in arabo جامعة الأزهر‎?, Jāmiʿat al-Azhar  del Cairo è uno dei principali centri d'insegnamento religioso dell'Islam sunnita.

## Storia
L'Università al-Azhar (che letteralmente significa "la Luminosa") fu fondata dagli Imām/califfi fatimidi sciiti-ismailiti nel X secolo, immediatamente dopo la conquista dell'Egitto da parte di Jawhar al-Ṣiqillī ed è considerata una tra le più antiche università ancora funzionanti del mondo.
In realtà all'inizio essa fu un centro di studio e insegnamento del credo ismailita ma, dopo la riconquista al sunnismo dell'Egitto da parte di Saladino, è diventata col passar del tempo la più prestigiosa sede di elaborazione del pensiero sunnita, seguita per autorevolezza dalla Qarawiyyīn di Fez (Marocco) e dalla Zaytūna di Tunisi.

## Struttura
È guidata a vita da un rettore, chiamato con l'usuale nome di rispetto di sceicco e, con la riforma voluta all'inizio del XX secolo da Muḥammad ʿAbduh, a tale carica si accede dalla funzione di muftī d'Egitto che, di fatto, rappresenta la seconda carica per importanza della gerarchia religiosa islamica egiziana.
Agli iniziali studi di ʿulūm dīniyya (scienze religiose) si sono aggiunti altri studi, come una facoltà di giurisprudenza che approfondisce l'insieme delle discipline giuridiche che fanno riferimento alla Shari'a.